# Stephanellidae
Stephanellidae is een familie van mosdiertjes uit de orde Plumatellida  en de klasse Phylactolaemata.

## Geslacht
- Stephanella Oka, 1908